# 方丹苏普雷欧
方丹苏普雷欧（法語：Fontaine-sous-Préaux，法語發音：[fɔ̃tɛn su pʁeo]）是法国滨海塞纳省的一个市镇，属于鲁昂区。

## 地名
“方丹”（Fontaine）意为“泉”。法语地名通名在“枫丹白露”（Fontainebleau）等少数拥有传统译名的地名中译作“枫丹”，不过在《世界地名翻译大辞典》、《世界地名译名词典》和《法国地图册》等主流地名译名类书籍资料中多译作“方丹”。

## 地理
方丹苏普雷欧（49°29'4"N, 1°10'5"E）面积3.52 平方千米，位于法国诺曼底大区滨海塞纳省，该省份为法国北部沿海省份，其西部及北部濒大西洋英吉利海峡，东起顺时针与索姆省、瓦兹省、厄尔省和卡爾瓦多斯省接壤。
与方丹苏普雷欧接壤的市镇（或旧市镇、城区）包括：坎康普瓦、伊斯诺维尔、普雷欧、龙什罗勒-叙勒维维耶、圣马丹迪维维耶。
方丹苏普雷欧的时区为UTC+01:00、UTC+02:00（夏令时）。

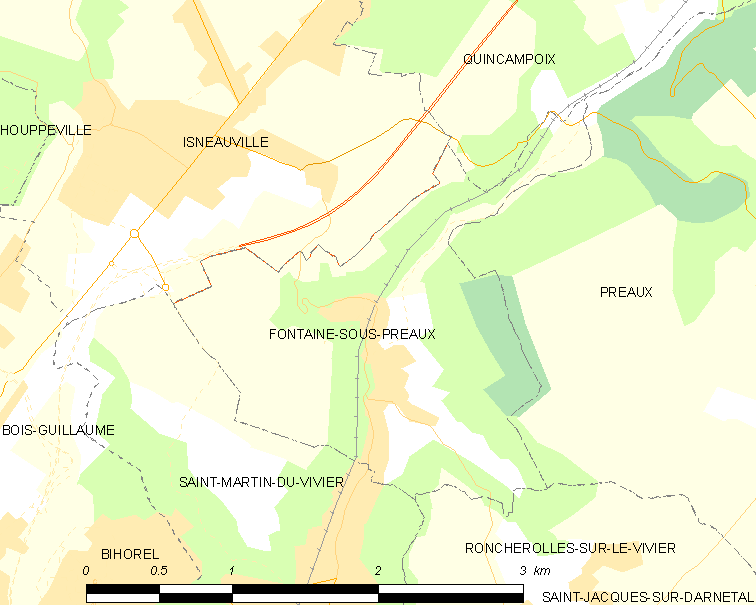
方丹苏普雷欧的OSM定位图

## 行政
方丹苏普雷欧的邮政编码为76160，INSEE市镇编码为76273。

## 政治
方丹苏普雷欧所属的省级选区为达尔内塔勒县。

## 人口

1962-2008年间方丹苏普雷欧人口变化图示

方丹苏普雷欧于2022年1月1日时的人口数量为562人。